# Магдалена фон Юлих-Клеве-Берг
Магдалена фон Юлих-Клеве-Берг (на немски: Magdalena von Jülich-Kleve-Berg; * 2 ноември 1553, Клеве; † 30 август 1633, Майзенхайм) е принцеса от Юлих-Клеве-Берг и чрез женитба пфалцграфиня и херцогиня на Пфалц-Цвайбрюкен.

## Живот
Тя е втората дъщеря на херцог Вилхелм Богатия от Юлих-Клеве-Берг (1516 – 1592) и втората му съпруга ерцхерцогиня Мария Австрийска (1531 – 1581), дъщеря на император Фердинанд I (1503 – 1564), племенница на император Карл V (1500 – 1558).
Магдалена се омъжва през 1579 г. в Бергцаберн за Йохан I Куция (1550 – 1604), пфалцграф и херцог на Пфалц-Цвайбрюкен. Те основават по-младата линия Цвайбрюкен на род Вителсбахи и Йохан I пише генеалогия на фамилията си и на съпругата си.
Магдалена умира на 79-годишна възраст и е погребана в дворцовата църква на Майзенхайм.

## Деца
Магдалена и Йохан имат децата:
- Лудвиг Вилхелм (1580 – 1581)
- Мария Елизабет (1581 – 1637), ∞ 1601 пфалцграф Георг Густав фон Пфалц-Велденц (1564 – 1634)
- Анна Магдалена (*/† 1583)
- Йохан II (1584 – 1635), пфалцграф на Цвайбрюкен
- Фридрих Казимир (1585 – 1645), пфалцграф на Цвайбрюкен-Ландсберг
- Елизабет Доротея (1586 – 1593)
- син (*/† 1588)
- Йохан Казимир (1589 – 1652), пфалцграф на Цвайбрюкен-Клеебург, баща на крал Карл Х Густав от Швеция
- дъщеря (*/† 1590)
- Амалия Якобея Хенриета (1592 – 1655), ∞ 1638 граф Якоб Франц фон Пестакалда († 1645)
- син (*/† 1593)